# Moskee
Een moskee (Arabisch: مسجد, masdjid vaak ook gespeld als masjid = plaats van nederwerping) is een gebedshuis binnen de islam. Het huis naast het huis van Mohammed in Medina wordt als de eerste moskee beschouwd. In een moskee vinden religieuze bijeenkomsten plaats.

## Functie
Moskeeën ontstonden om te worden gebruikt voor verschillende publieke functies: militaire, politieke, sociale en educatieve. Scholen en bibliotheken waren vaak gekoppeld aan middeleeuwse moskeeën, zoals bijvoorbeeld bij de Al-Azhar moskee in Cairo. De moskee fungeerde in vele islamitische landen voor de invoering van het seculier recht ook als Hof van Justitie of een kazerne (met wapens) , een sociaal centrum of een rechtbank.
Ondanks dat veel sociale, educatieve en politieke functies van de moskee zijn overgenomen door andere instellingen blijft het een centrum met grote invloed. In bepaalde landen is een moskee ook een school, een vergaderplaats, een sociaal centrum of een rechtbank.
In sommige gevallen kan een maktab (school) aan een moskee zijn verbonden, vooral om de Koran te leren en voor informele lessen in de rechtspraak en rechtsleer voor mensen van de omliggende wijk.

## Buitenkant
Omdat het gebed centraal staat kunnen moskeeën sober van opzet zijn, maar vaak zijn het gebouwen met een uitgesproken architectuur. Bij de moskee staan een of meer lange, smalle torens: de minaretten. Deze verschenen vanaf het einde van de 7e eeuw. Vanaf een minaret roept de muezzin (ook wel muaddhin) vijf keer per dag op tot het gebed, de salat of salah, en herhaalt hierbij de sjahada. Deze oproep wordt azan (ook wel adzan, athan) genoemd. Andere toevoegingen waren de zuilengangen die de open ruimte (sahn) omringden. Dit type, een grote binnenhof omgeven door overdekte zuilengalerijen, wordt pleinmoskee genoemd. Ook kan een moskee zijn gevestigd in een normaal gebouw zonder minaretten, dat van een zuilengang is voorzien. In dat geval wordt de azan in de hal van de moskee gedaan.
In Marokkaanse moskeeën speelt het getal 5 een belangrijke rol, vanwege de vijf zuilen van de islam. Turkse moskeeën zijn traditioneel vaak geënt op de regelmatige achthoek (octagon).

## Binnenkant

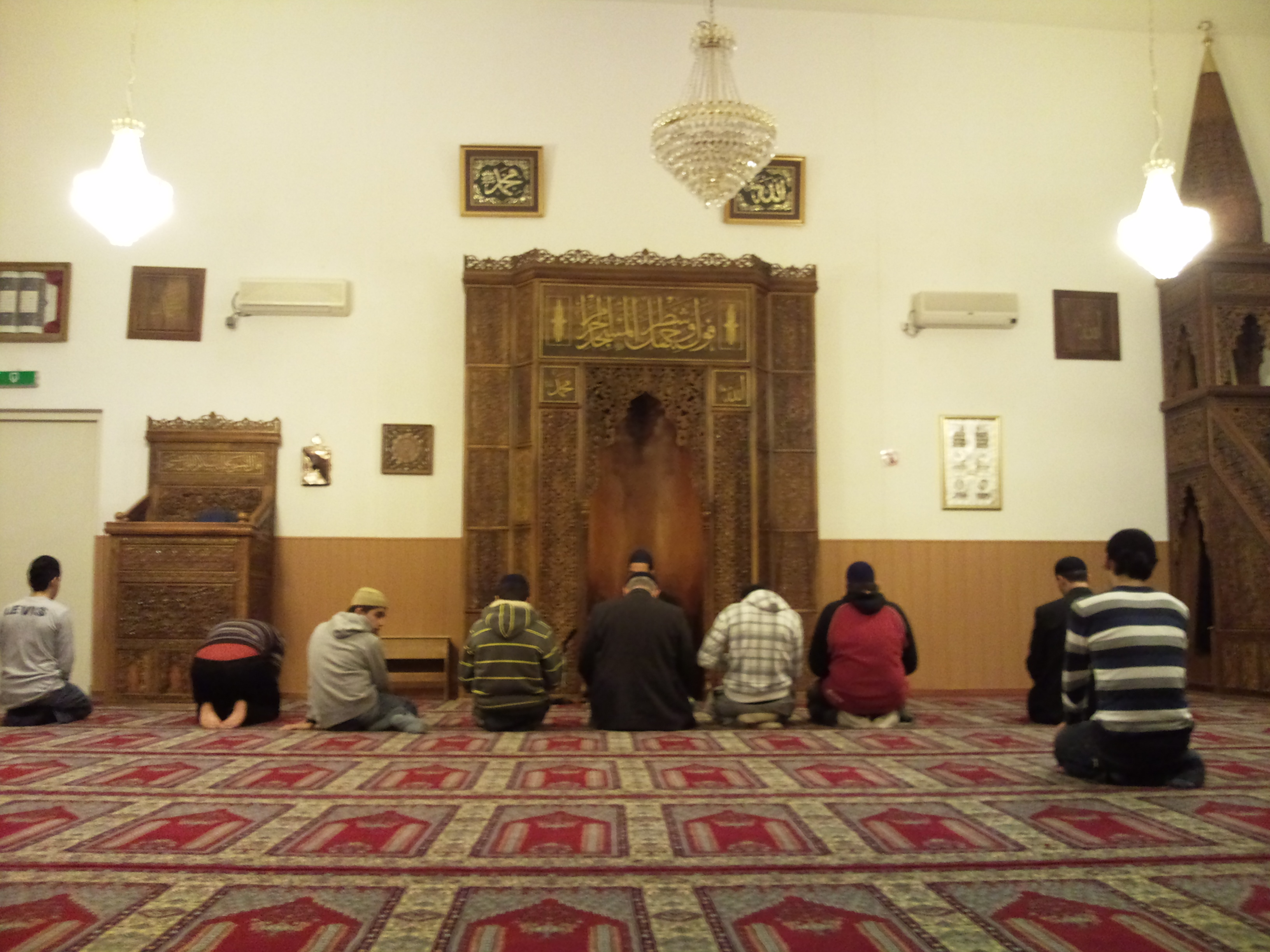
Een interieur van een moskee, links een preekgestoelte, midden een mihrab, rechts de minbar

In het inwendige van de moskee is veel aandacht besteed aan de verlichting; er zijn geen zitbanken, maar men knielt neer op tapijten of matten. Men wordt geacht de schoenen uit te trekken alvorens de gebedsruimte te treden en deze in een speciaal schoenenrek te plaatsen. Dit geldt ook bij een bezoek aan een moskee. Ook dan dienen de bezoekers hun schoenen uit te trekken alvorens naar de gebedsruimte te gaan. Ook dienen moslims indien ze ritueel onrein zijn voordat ze naar de gebedsruimte gaan een kleine rituele wassing te doen, waarbij ze alle lichaamsdelen reinigen die deelnemen aan wereldse werkzaamheden. Dit wordt de Woedoe genoemd. Dit doen ze in een speciale wasruimte bij de ingang van de gebedsruimte. Hiermee leiden ze zich van deze werkzaamheden af voordat ze gaan bidden. Ook tonen ze hiermee een soort berouw aan God.
Men richt zich bij het bidden in de richting van Mekka. Een muur in de moskee staat loodrecht op deze gebedsrichting, die qibla genoemd wordt. De mihrab is een nis in deze muur die de qibla aangeeft. Aan de kant van de mihrab kan ook een minbar, een soort preekstoel, zijn. Vanaf de minbar wordt de vrijdagse preek (khutbah of chotbah) gehouden.
Traditioneel bidden mannen en vrouwen gescheiden van elkaar. In de Grote Moskee van Parijs baden de vrouwen tot 2013 van achter een scherm. Sinds 2013 moeten ze er in een aparte ruimte bidden.
Het op vrijdag gezamenlijk in de moskee bidden wordt als een verplichting beschouwd voor moslims.

## Geschiedenis

### Invloed op architectuur
In de eerste decennia van de islam namen de oprukkende Arabieren christelijke kerken, zoroastrische vuurtempels en profane gebouwen voor hun eredienst in beslag of gebruikten zij het materiaal daarvan. De bouw van de moskeeën in de veroverde gebieden werd beïnvloed door de ter plaatse heersende bouwstijl. De Arabische veroveraars hadden weinig ervaring met grote bouwwerken. Er werd daarom een beroep gedaan op beschikbare deskundigen, doorgaans christelijke ontwerpers en ambachtslieden.
De eerste moskeeën leken op 6e- en 7e-eeuwse Byzantijnse kerken. Van grote invloed waren de martyria: kerken waar heilige relieken konden worden tentoongesteld die bouwkundig gezien werden gekenmerkt door koepels en zuilenrijen. De belangrijkste inspiratiebron voor de bouw van moskeeën waren de christelijke bouwwerken. Ook van elders kwam inspiratie, uit Perzië in het bijzonder. Volgens William Dalrymple is de architectuur van de oudste minaretten 'ontegenzeggelijk' ontleend aan de Syrische kerktorens uit de late Oudheid.
Ook uit het interieur van de vroege moskeeën blijkt de voortdurende christelijke invloed: het preekgestoelte, de minbar, komt van de Ethiopische kerken.
De Grote moskee van Damascus is een van de oudste moskeeën en is gedeeltelijk gebouwd in een Byzantijnse stijl. Er werkten Koptische, Syrische en Byzantijnse ambachtslieden aan de Grote Moskee in Damascus.
In 685 bouwde Abd-al Malik de Rotskoepel als martyrium, naar de nieuwste Byzantijnse stijl. Hij werd geïnspireerd door christelijke kerken, zoals  de Heilig Grafkerk en de kerken in Lydda en Edessa. In de serie inscripties op de muren van de Rotskoepel wordt ontkend dat Jezus de zoon van God is, maar de serie eindigt met de woorden: 'In de naam van Allah, bid voor uw profeet en dienaar, Jezus de zoon van Maria'.
Byzantijnse handwerkslieden bouwden de 10e-eeuwse moskee in Córdoba.
Onder de Ottomanen bouwden bekeerde Griekse steenhouwers de Tekkiyemoskee in Damascus.
Een belangrijke bijdrage aan de moskee als gebouwtype is geleverd door de Osmaanse architect Sinan (1490-1588). Sinan kwam als Griekse christen ter wereld en bekwaamde zich als janitsaar in de bouwkunde. Algemeen bekend is dat de Aya Sofia (of Haghia Sofia) te Istanboel, die voor veel werk van Sinan model heeft gestaan, in de 6e eeuw onder Justinianus I als Byzantijnse kerk is gebouwd. Het moest toen dienen als typisch voorbeeld van de christelijke architectuur. Na de Val van Constantinopel in 1453 werd de Hagia Sofia het klassieke voorbeeld voor andere grote moskeeën.

### Invloed op eredienst en gebruiken
Ook de eredienst en gebruiken doen denken aan oudere godsdiensten. Er zijn veel overeenkomsten tussen het 6e- en 7e-eeuwse christendom in het Nabije Oosten en de huidige islam. Er was zowel invloed uit Ethiopië als de oosterse Oudsyrische wereld.  Zo is er weinig verschil tussen de ramadan en de oorspronkelijke christelijke vastentijd, waarbij overdag niet werd gegeten en er pas na zonsondergang een maaltijd werd genuttigd.
De 'teraardewerping', de rak'a, ontstond al in de eerste eeuwen na Christus. Nestoriaanse christenen knielden vaak, vooral tijdens de vastenperiode om boete te doen. Het was geen oude Arabische traditie. Veel Arabieren zagen het nieuwe fenomeen als een buitenlands vernederend gebaar (zoals een smekeling toenadering zocht tot een Europese koning). Het werd in het begin dus gezien als een zonderling christelijk gebruik. Het zijn volgens Dalrymple de westerse christenen, die met de oorspronkelijke, heilige, christelijke traditie gebroken hebben.
Ook in het klassieke Griekenland en oude Perzië sluierden vrouwen zich of leefden in volledige afzondering van de buitenwereld. De vrouwen van het vroege christendom bedekten in de kerk hun hoofd, mannen en vrouwen zaten apart en hadden waarschijnlijk ook een eigen toegangsdeur. Byzantijnse vrouwen bleven tot hun huwelijk in het gynaeceum, het vrouwenverblijf, en droegen na hun huwelijk een sluier in het openbaar.

## Heilige moskeeën
Binnen de islam zijn er 3 heilige moskeeën, deze zijn als volgt:
| Afbeelding | Naam                                        | Stad      | Land          | Aantal minaretten | Capaciteit          | Opmerking |
| ---------- | ------------------------------------------- | --------- | ------------- | ----------------- | ------------------- | --- |
|            | Masjid al-Haram (De Heilige Moskee)         | Mekka     | Saoedi-Arabië | 9                 | 820.000 tot 900.000 | - Midden in de Masjid al-Haram bevindt zich de Kaäba. - Vlak bij de Kaäba bevindt zich de Maqam Ibrahim.                 |
|            | Masjid an-Nabawi (De Moskee van de Profeet) | Medina    | Saoedi-Arabië | 10                | 600.000             | In de zuidoostelijke hoek van de moskee bevindt zich de Groene Koepel.                                                   |
|            | Masjid al-Aqsa (De Verste Moskee)           | Jeruzalem | Palestina     | 4                 | 5000                | - De eerste gebedsrichting van de moslims. - Vlak bij de Masjid al-Aqsa bevinden zich de Rotskoepel en de Kettingkoepel. |

## Galerij

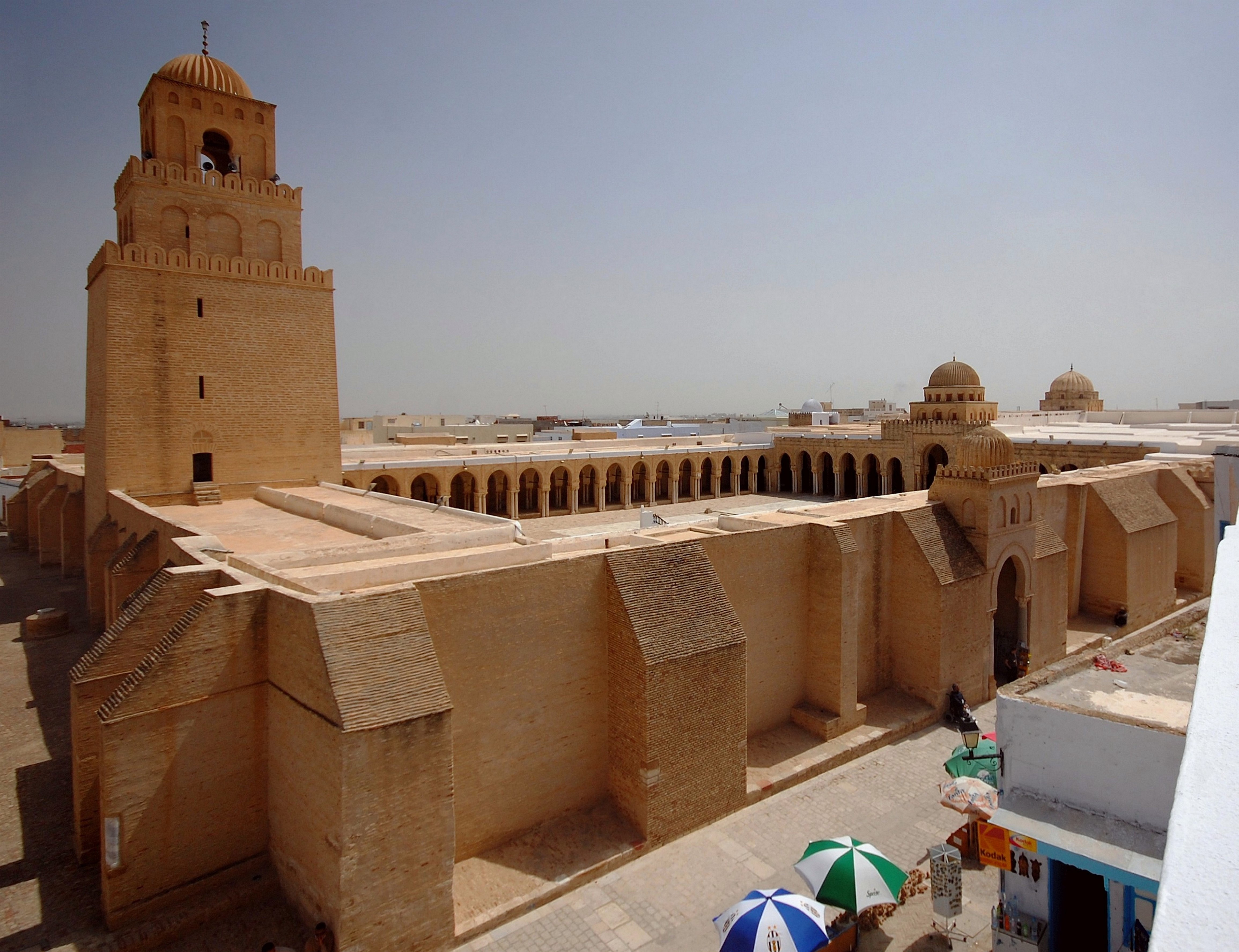
De Grote moskee van Kairouan in Tunesië
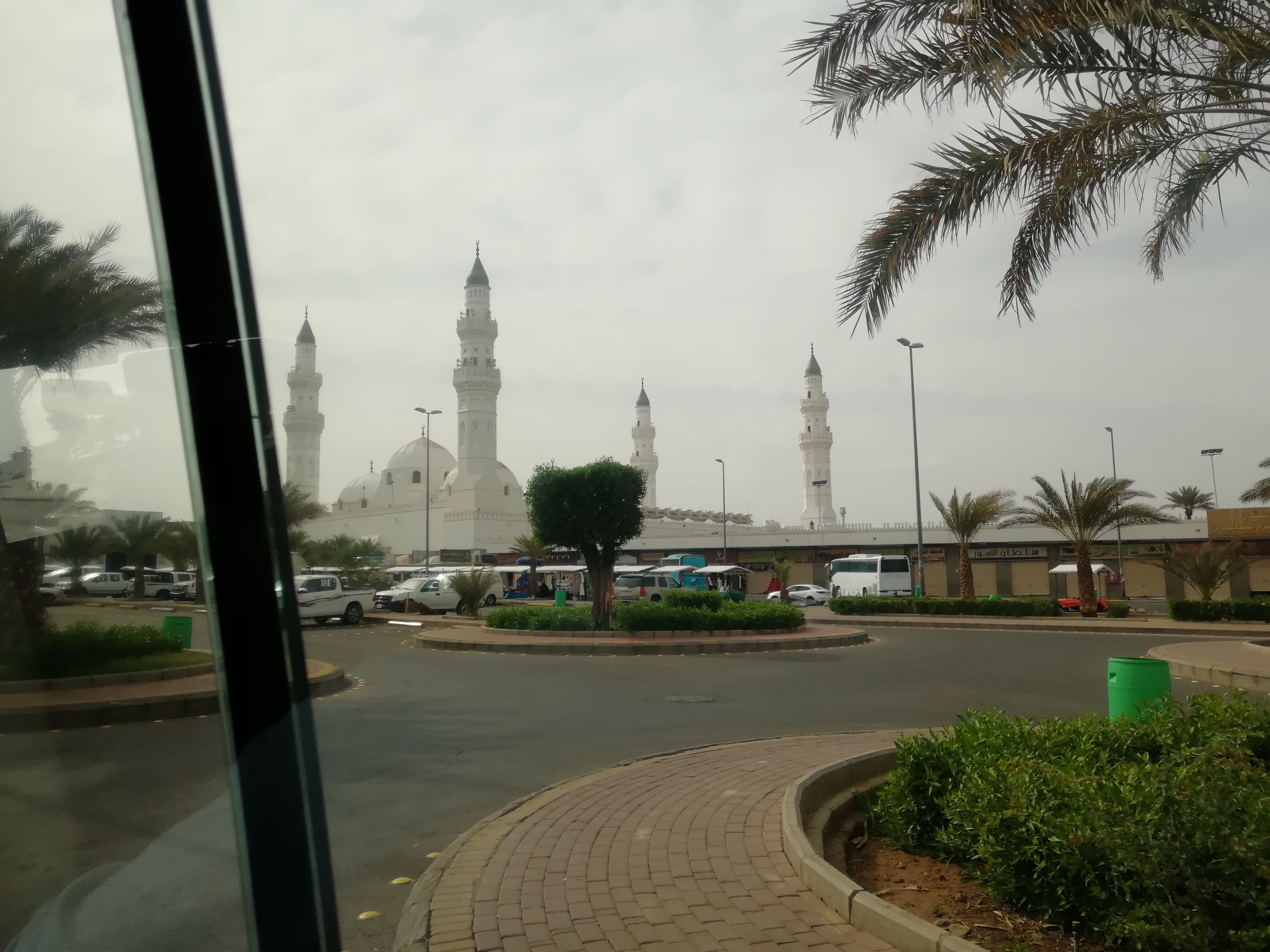
De Quba-moskee in Medina
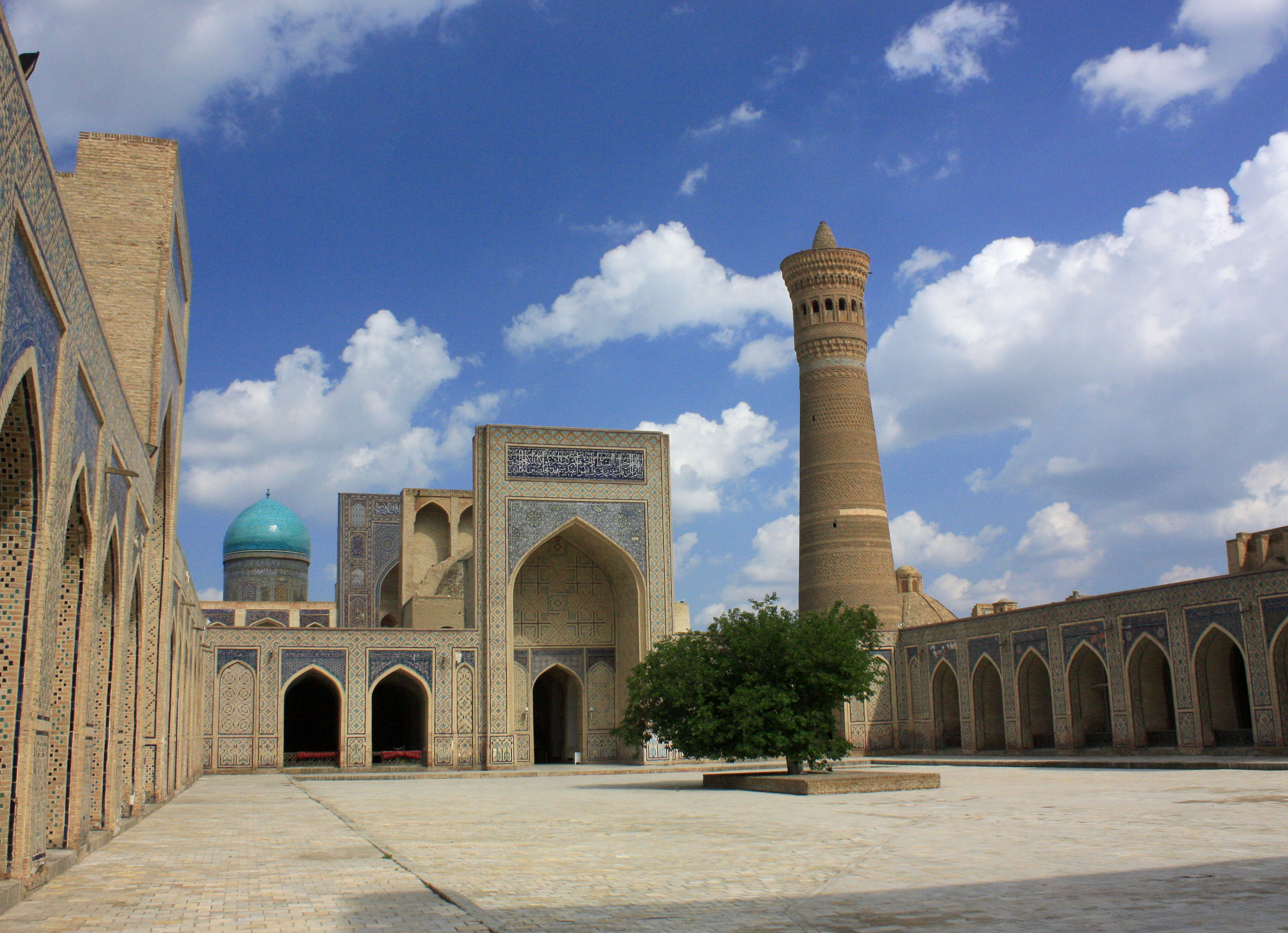
Po-i-Kalyan moskee in Bukhara, Oezbekistan
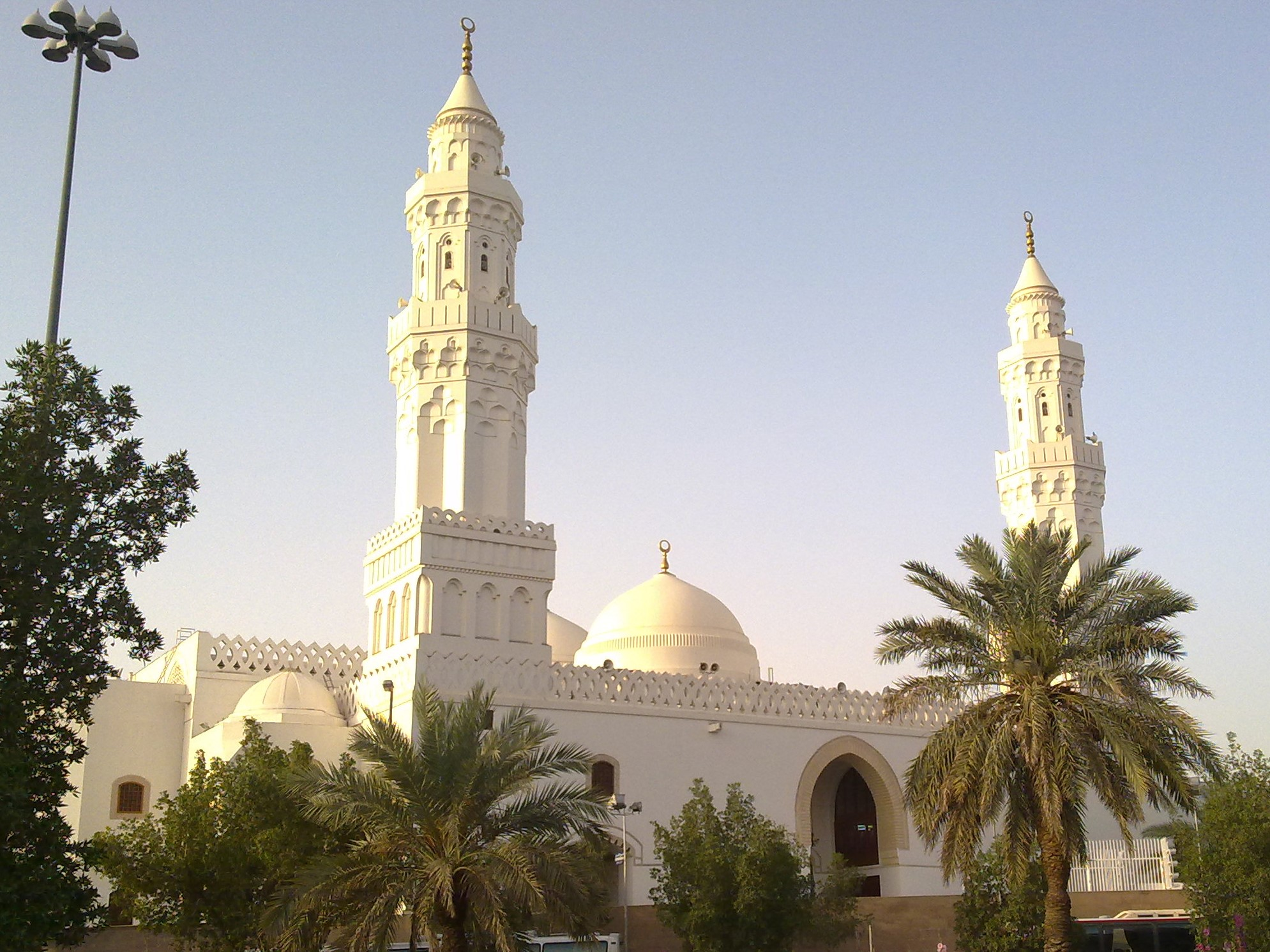
De Masjid al-Qiblatayn in Medina
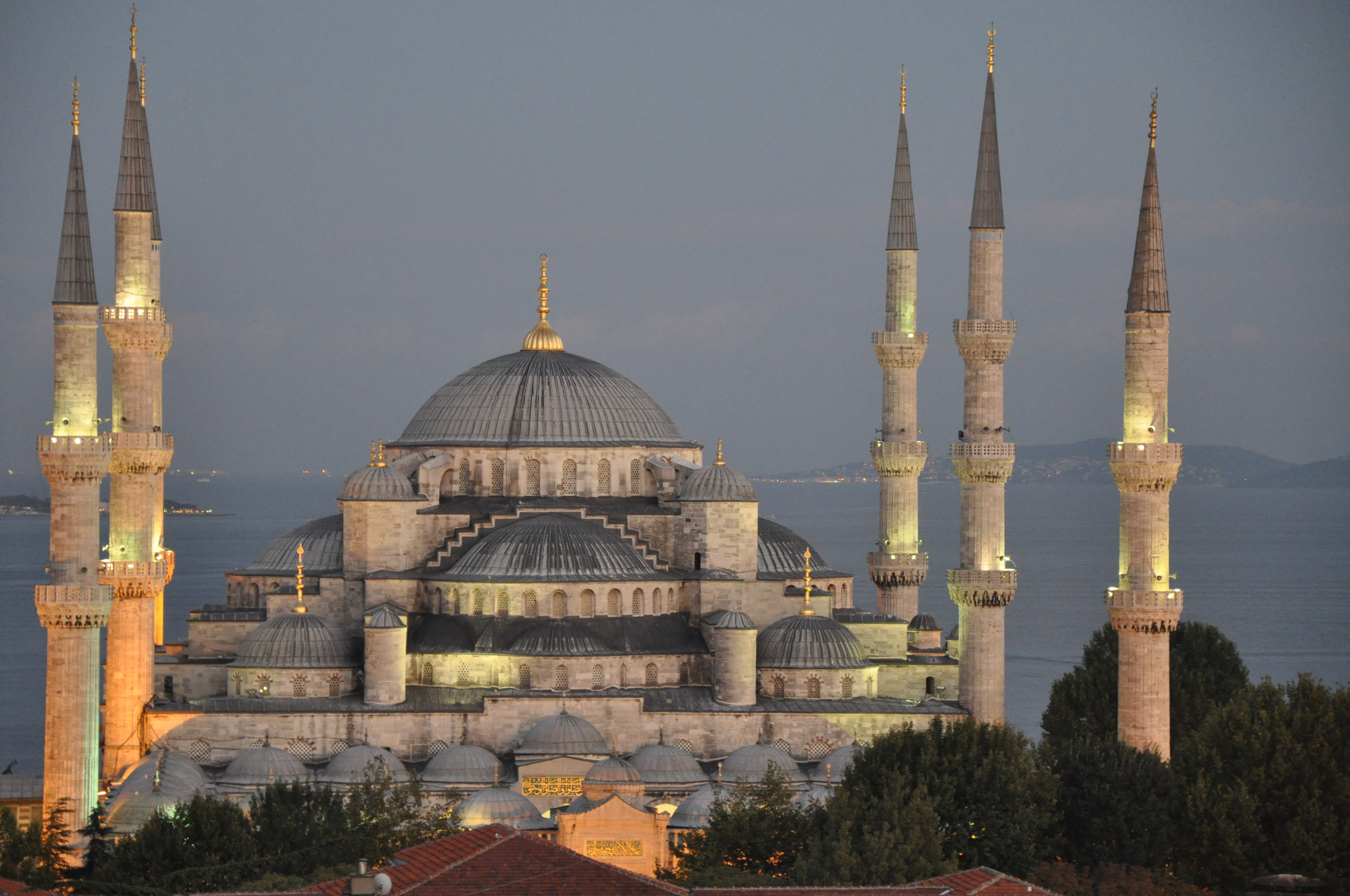
De Sultan Ahmetmoskee in Istanboel
Omajjadenmoskee in Damascus
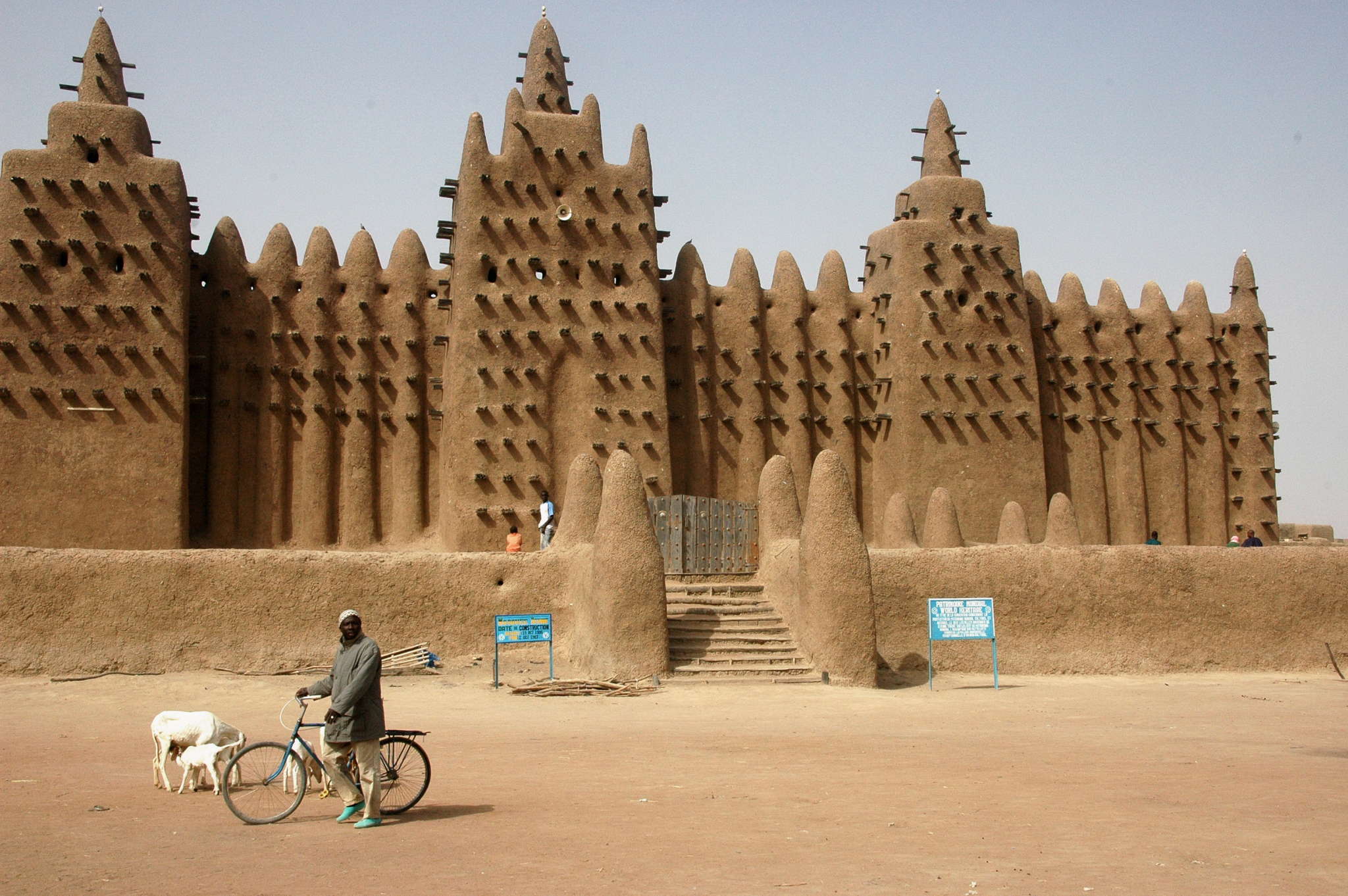
De Grote moskee van Djenné in Mali
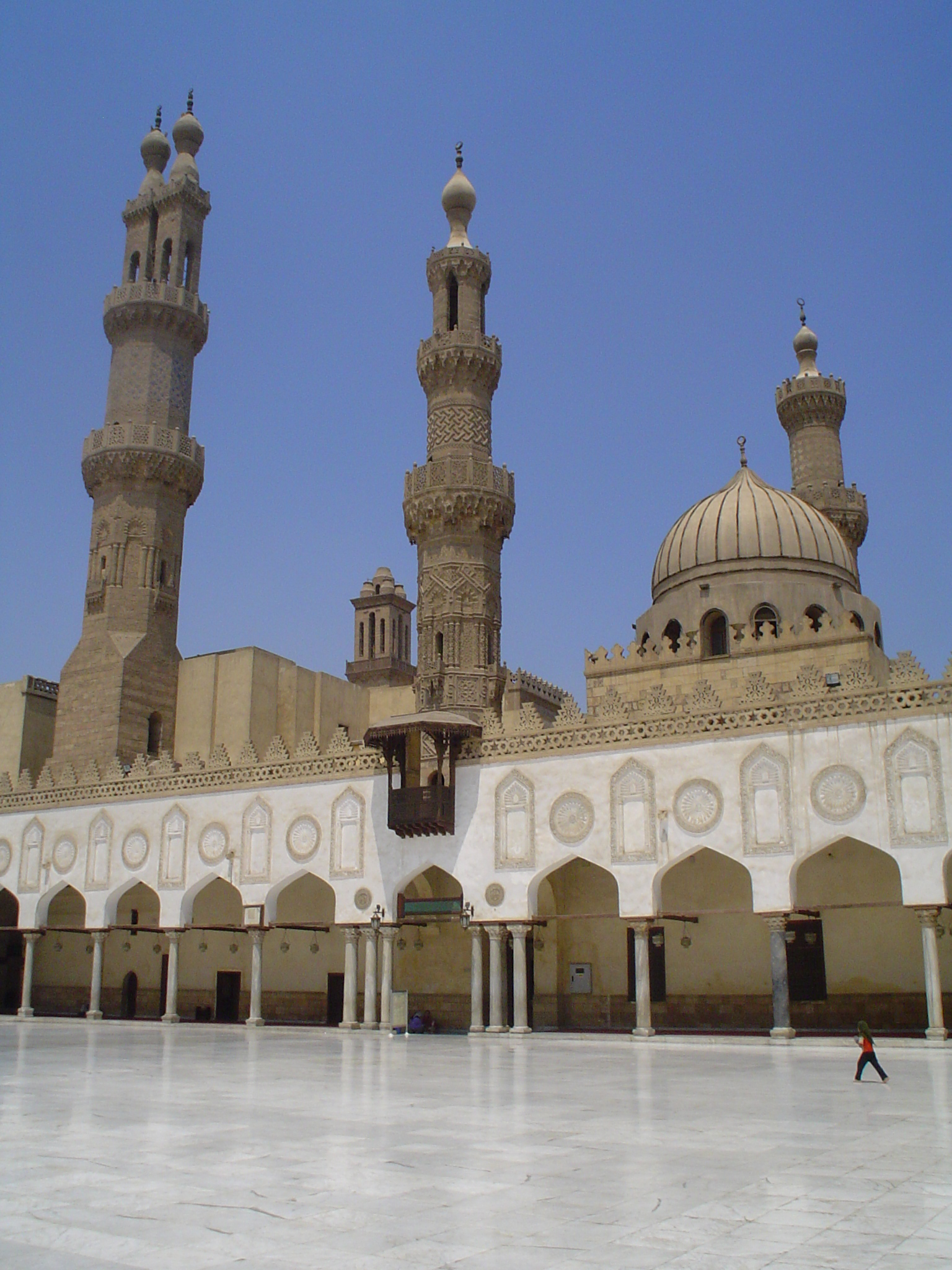
De Al-Azhar-moskee in Caïro
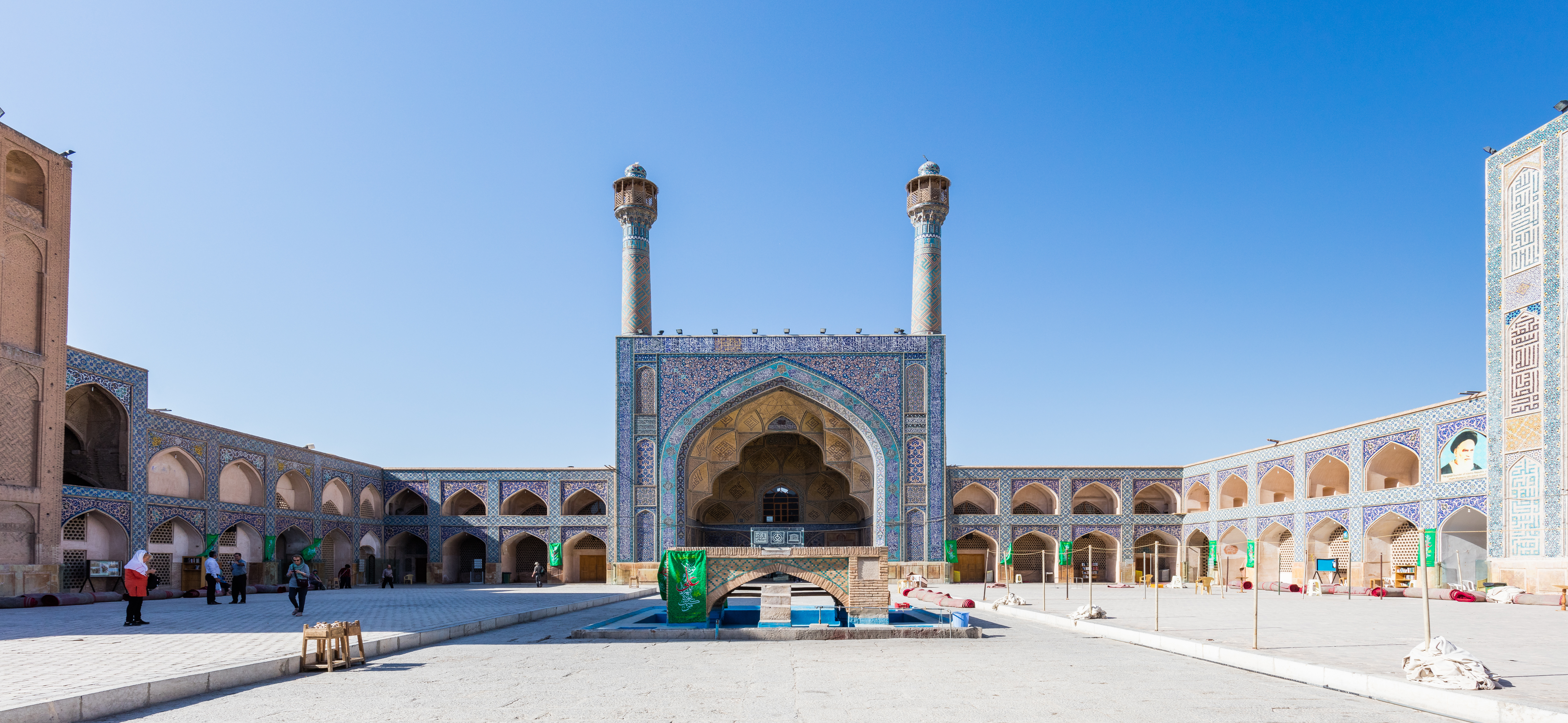
De Vrijdagmoskee van Isfahan in Iran
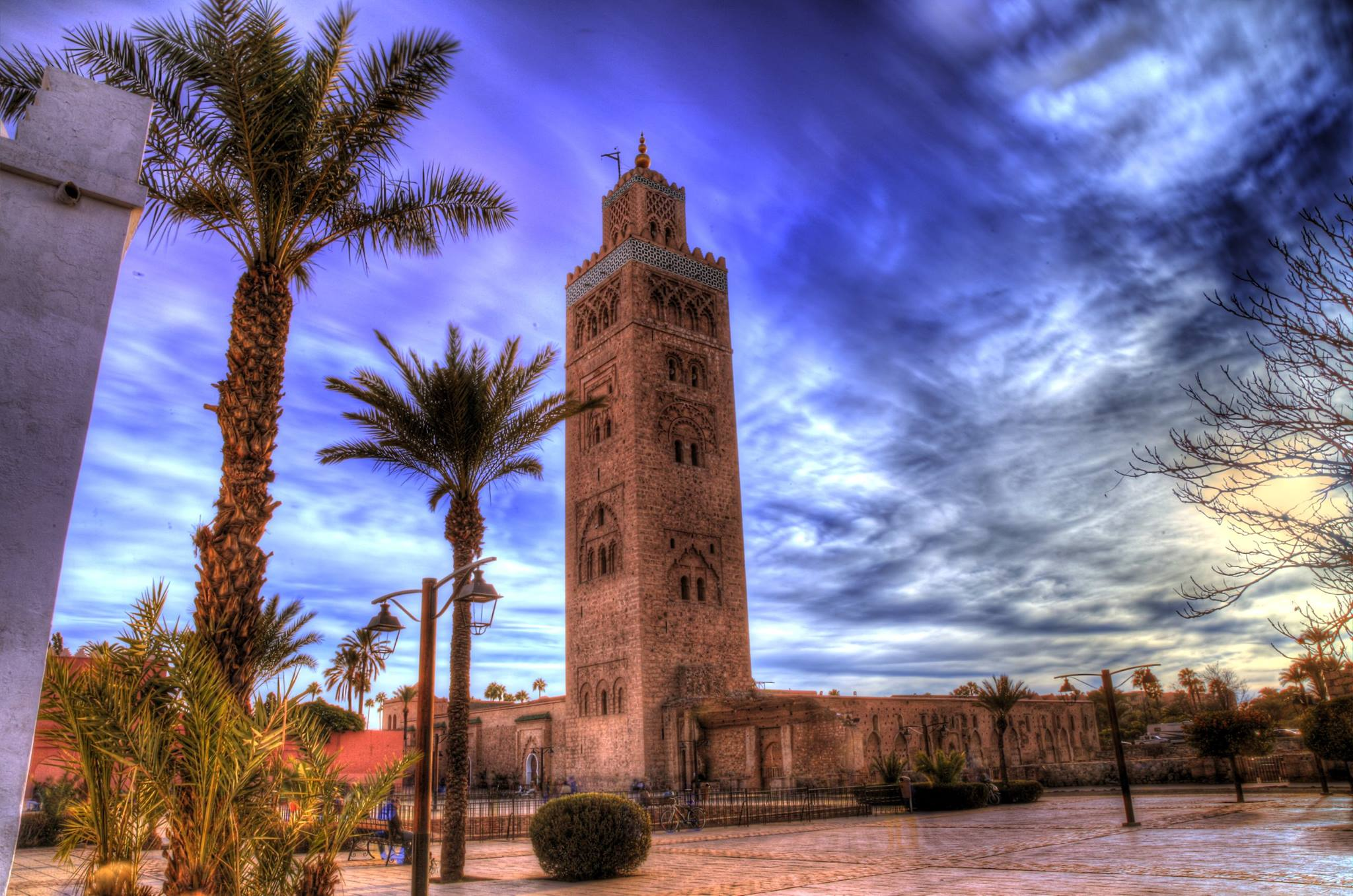
De Koutoubia-moskee in Marrakesh
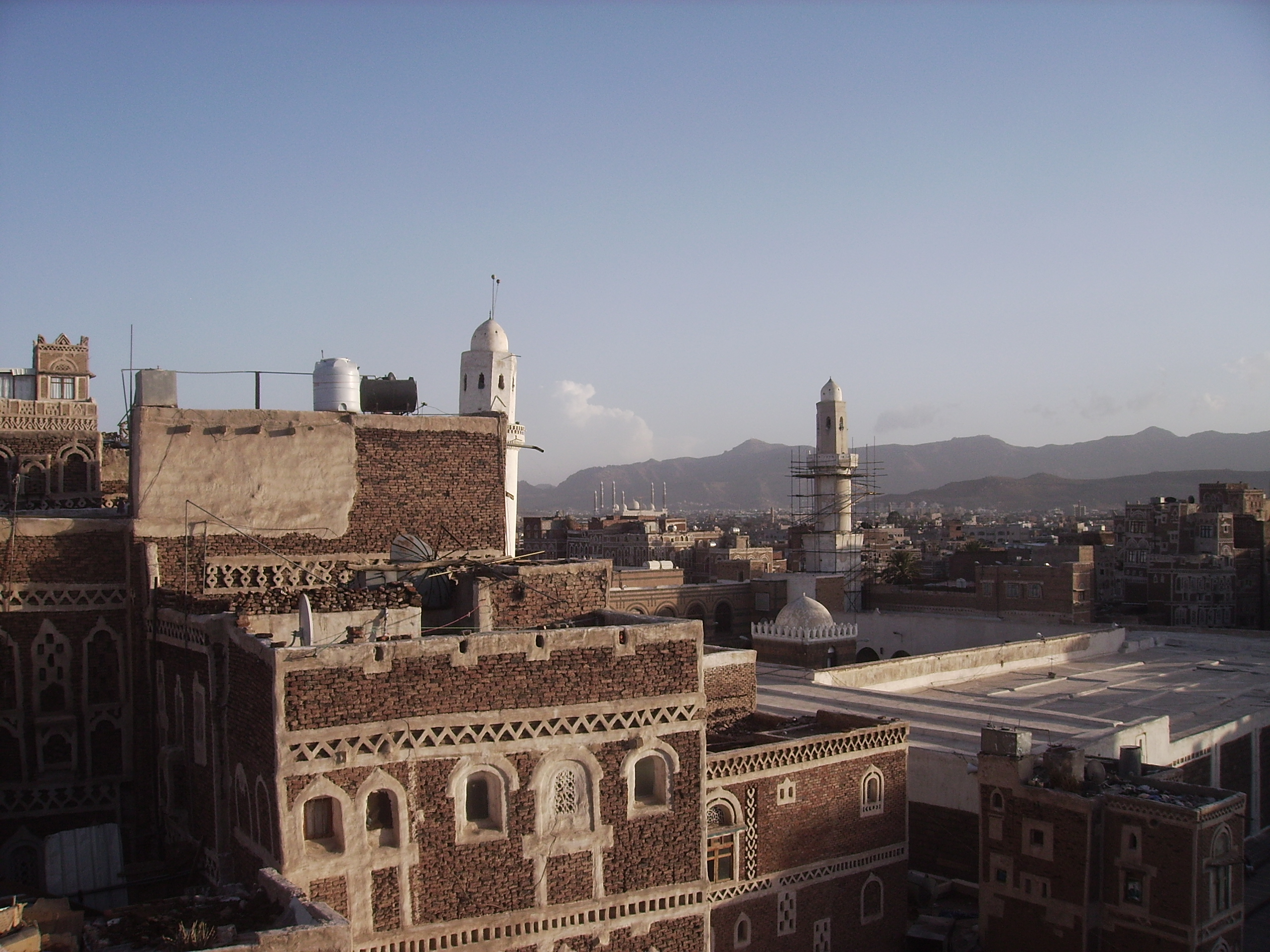
De Grote moskee van Sanaa in Jemen
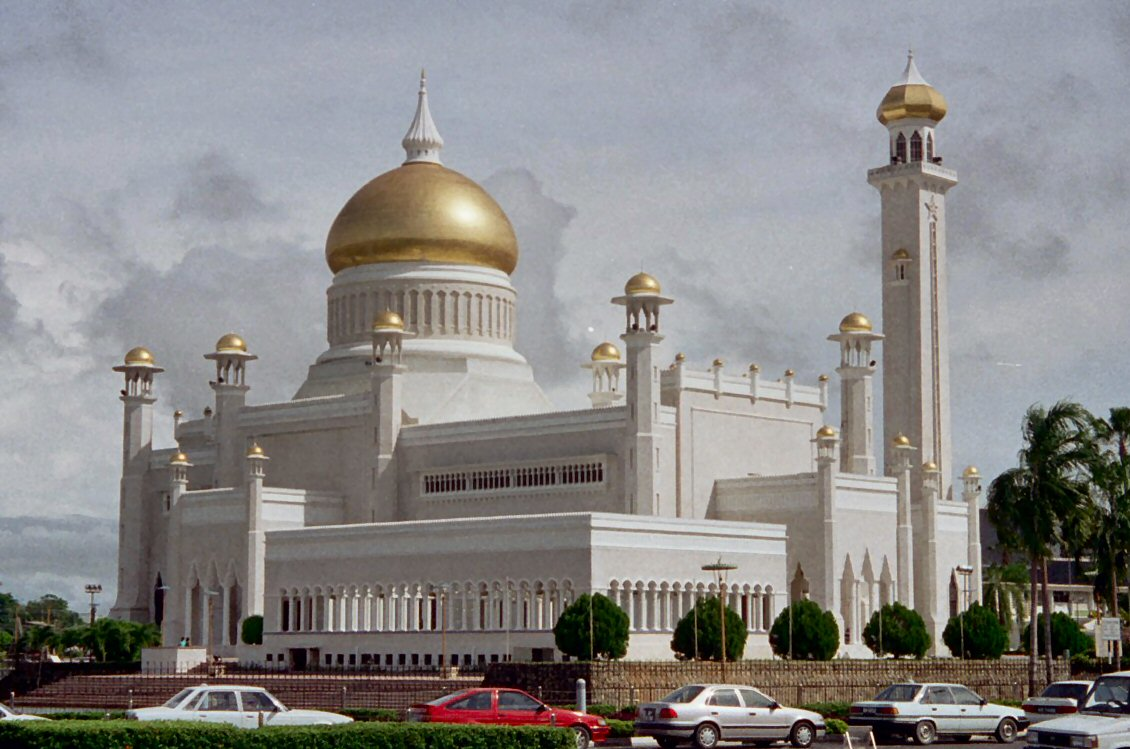
De Sultan Omar Ali Saifuddin-moskee in Brunei
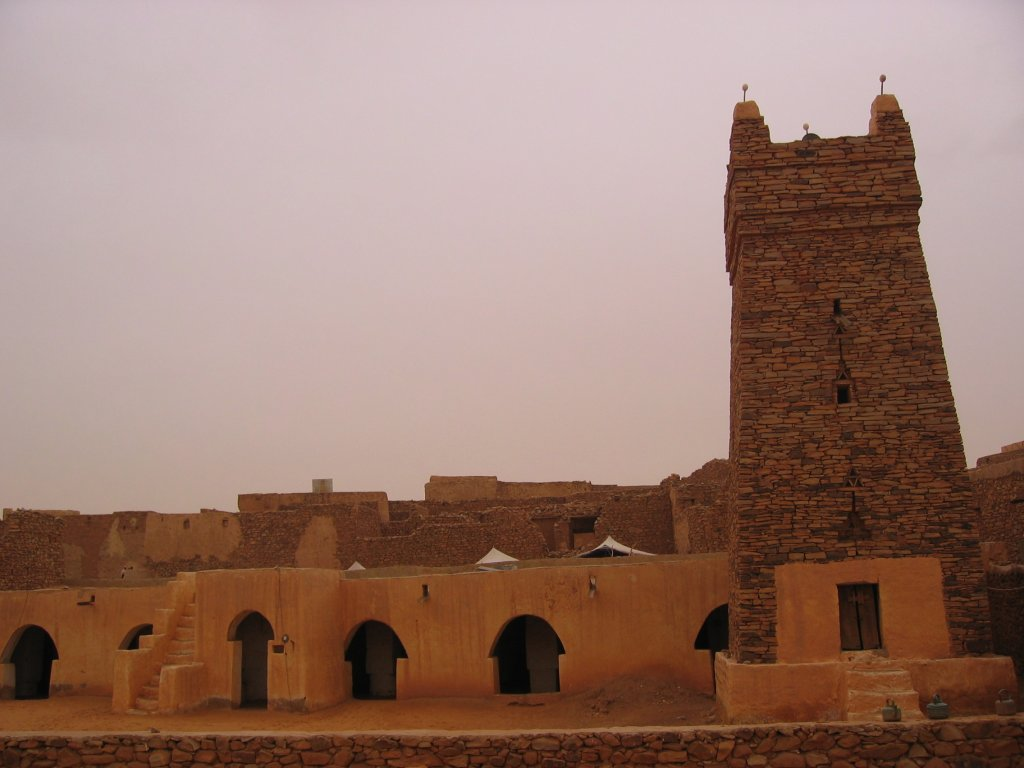
De Chinguetti-moskee in Mauritanië
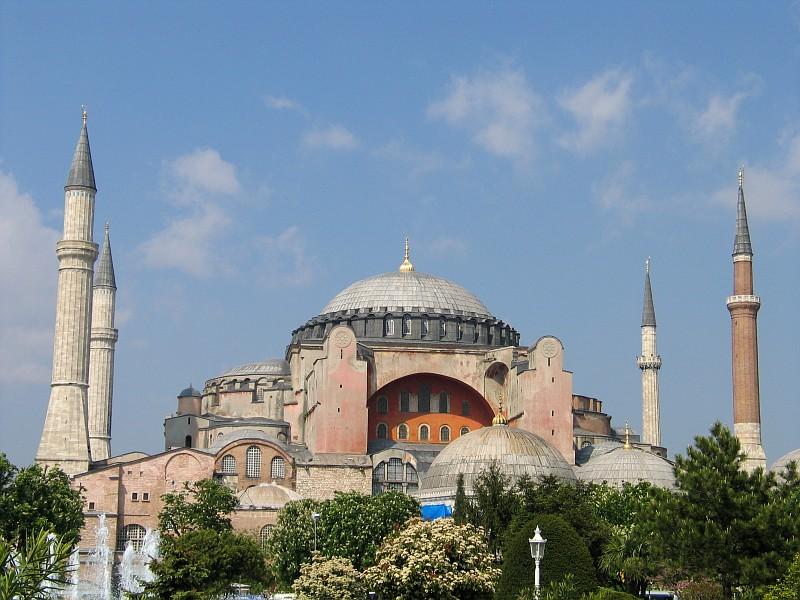
De Hagia Sophia in Istanboel
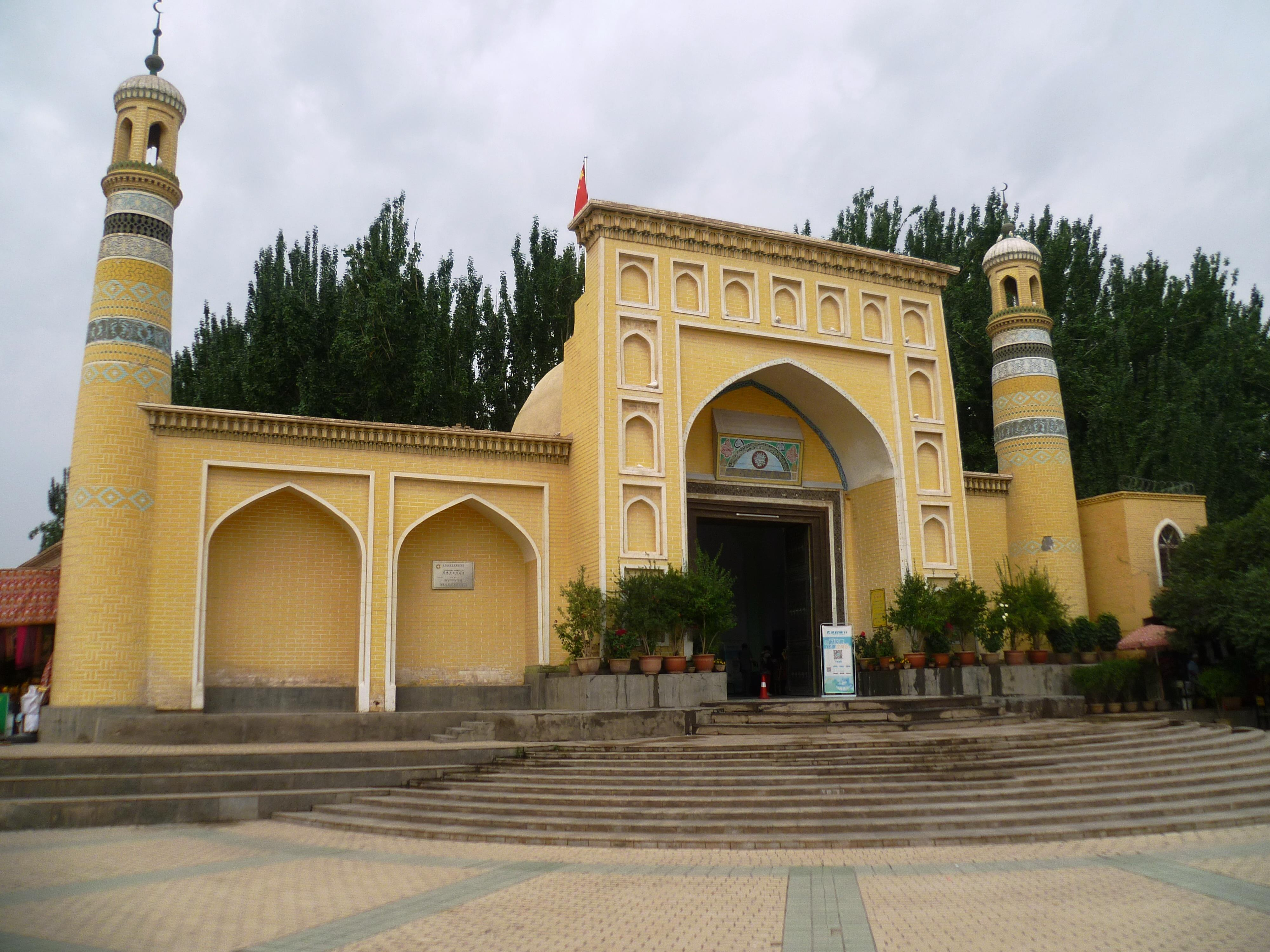
De Aidkahmoskee in Kashgar
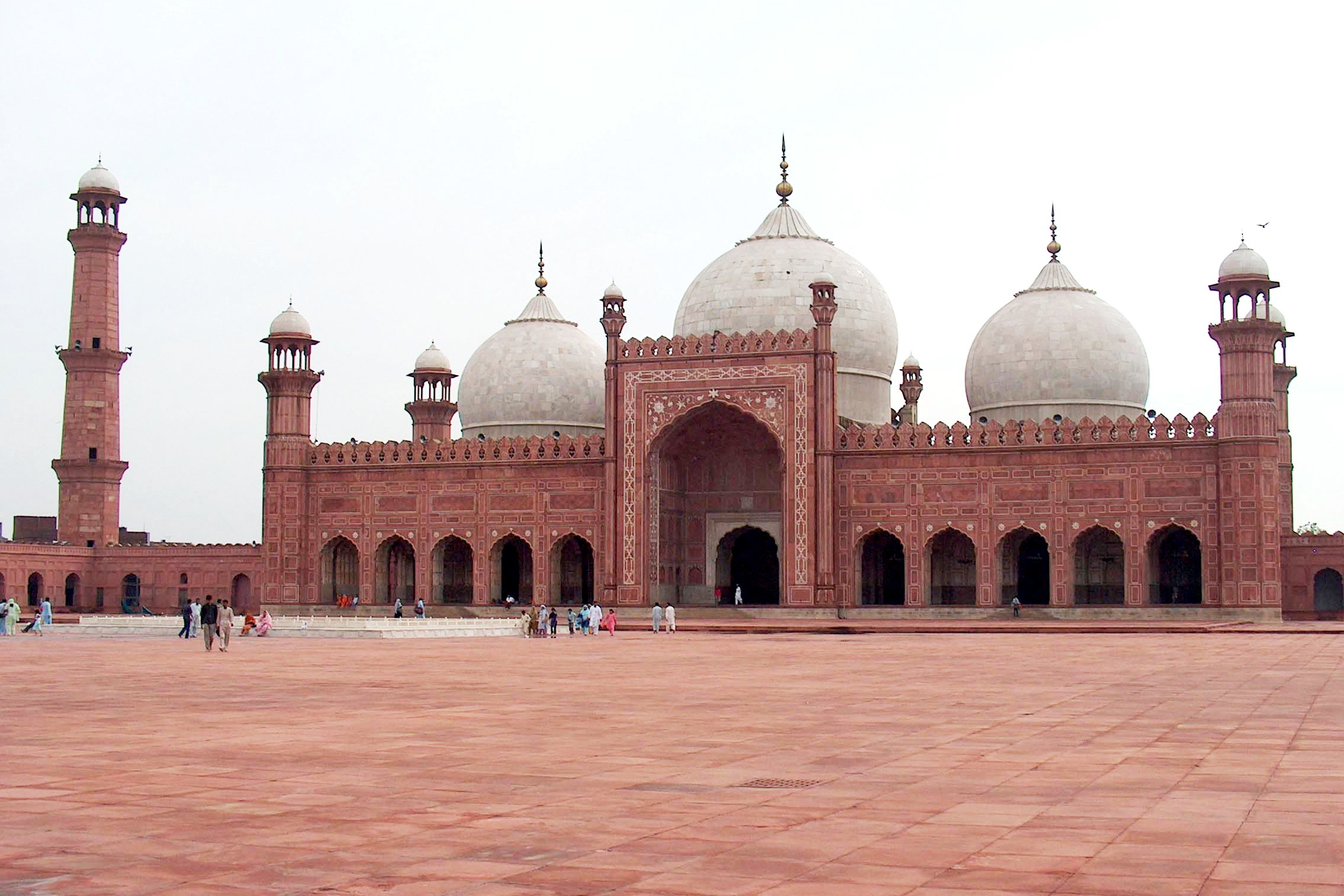
De Badshahimoskee in Lahore
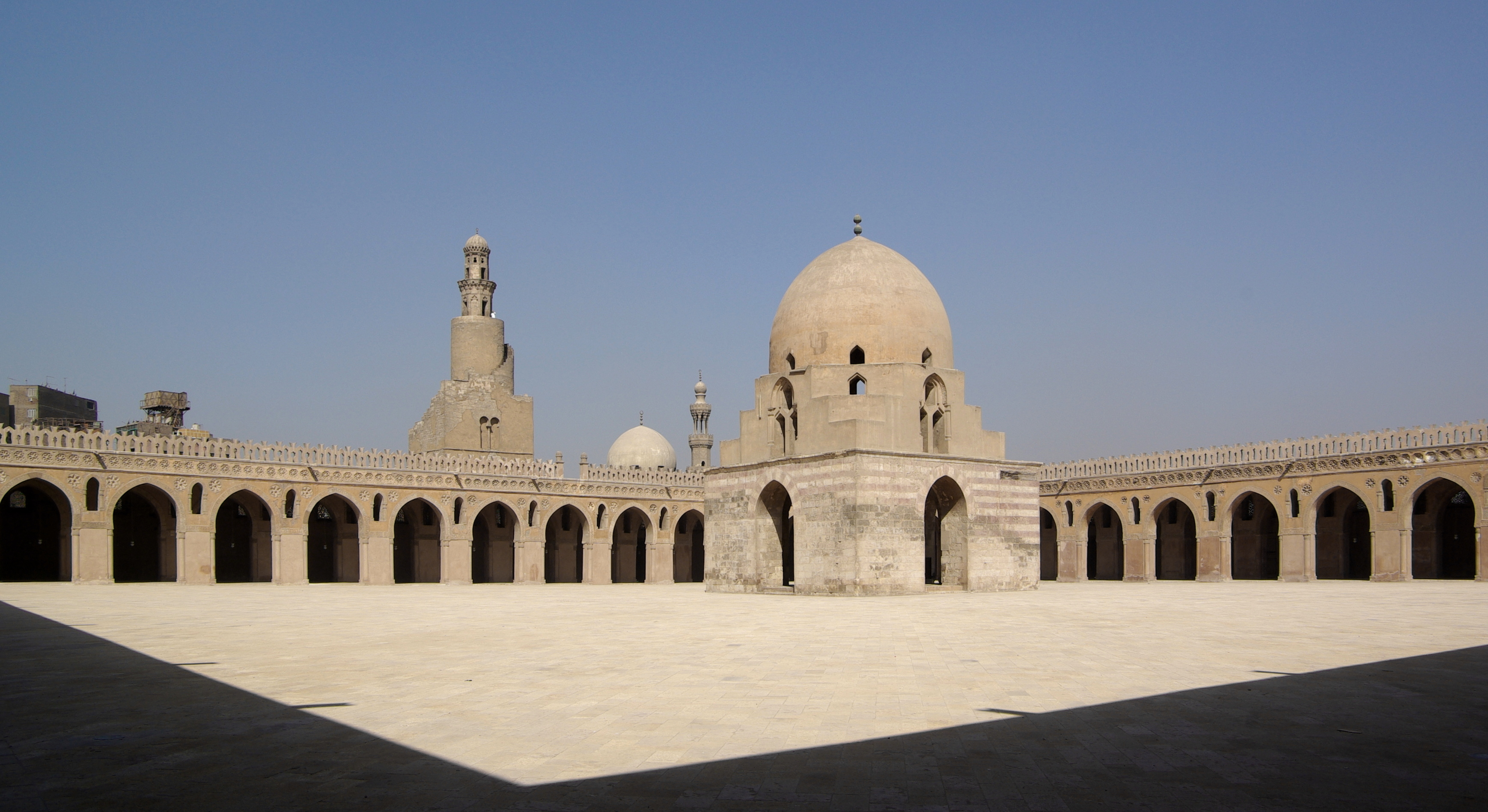
De Ibn Toeloenmoskee in Caïro